# Brens (Tarn)
Brens település Franciaországban, Tarn megyében. Lakosainak száma 2418 fő (2022. január 1.). Brens Gaillac, Cadalen, Lagrave, Montans, Rivières és Técou községekkel határos.

## Népesség
A település népességének változása:
| Lakosok száma | 2250 | 2276 | 2369 | 2305 | 2313 | 2341 | 2367 | 2393 | 2418 |
|               | 2013 | 2015 | 2016 | 2017 | 2018 | 2019 | 2020 | 2021 | 2022 |